# ماوگوژاتا سخا
ماوگوژاتا سُخا (لهستانی: Małgorzata Socha؛ تلفظ لهستانی: [mawɡɔˈʐata]؛ زادهٔ ۲۳ آوریل ۱۹۸۰) بازیگر اهل لهستان است. وی از سال ۱۹۹۷ میلادی تاکنون مشغول فعالیت بوده‌است.
از فیلم‌ها یا مجموعه‌های تلویزیونی که وی در آن‌ها نقش داشته است، می‌توان به ملکه برفی، آخر هفته، یک‌راست به دل، تنها عشق، اولا بی‌ریخته، سال‌های شیرین، اجاره‌نشین‌ها، صد سال خاندان وینیخ، در خیابان سپولنی و دوستان اشاره نمود.